# Billedbeskæring (film)
 For alternative betydninger, se Beskæring. (Se også artikler, som begynder med Beskæring)
En billedbeskæring er den afstand tilskueren har til motivet. Billedbeskæringen kan enten ændres ved fysisk flytning af kameraet, eller optisk ved hjælp af zoom. Man skelner normalt imellem 6 forskellige beskæringer, med udgangspunkt i den menneskelige krop som måleenhed.

## Supertotal
Bliver brugt i begyndelsen af en scene for at indikere hvor resten af scenen vil finde sted. Viser stedet hvor man befinder sig og hvilke personer der er til stede. Bruges ofte som overbliksbillede eller til en åbningscene (establishing shots). Supertotal er derudover god til som mellemled imellem scener/sekvenser.

## Total
Viser hele personen eller et andet objekt. På en person vil det f.eks. betyde at vedkommende er beskåret lige over hovedet og lige under fødderne. Total er ligesom supertotal god til både establishing shots og mellemled.

## Halvtotal
Viser noget af personen (eller personerne), når vedkommende er beskåret lige under knæene og lige over hovedet. Anvendes ofte i sammenhæng med fysisk handling eller i begyndelsen af en dialog.

## Halvnær
Viser noget af personen (eller personerne), når vedkommende er beskåret lige over hofterne og lige over hovedet. Bruges ofte til dialog, og også typisk i forbindelse med interviews.

## Nær
Viser kun ansigtet. Er god til at fokusere på ansigtstræk. I nyere tid er man begyndt at åbne scener på denne måde (in medias res), for at pirre folks nysgerrighed. Det ser man for eksempel i tv-serien Lost.

## Ultranær/close-up
Viser en enkelt detalje i ansigtet som f.eks. øjnene. Det er en meget intens billedbeskæring og bruges, når noget skal fremhæves.
| Film | Spire Denne filmartikel er en spire som bør udbygges. Du er velkommen til at hjælpe Wikipedia ved at udvide den. |